# Rezystor warstwowy
Rezystor warstwowy (cienkowarstwowy) – rodzaj rezystora. Otrzymuje się przez naparowanie w próżni cienkiej warstwy ((0,1÷100) μm) rezystywnej na rurkę, wałek lub płytkę ceramiczną. Warstwę rezystywną wykonuje się z: metali, stopów metali i metali z niemetalami. Najbardziej rozpowszechnione są warstwy z węgla i stopu metali z krzemem (MŁT). Na końcach walca przymocowuje się wyprowadzenia, a całość pokrywa się lakierem ochronnym. W niektórych technologiach rezystory po wykonaniu poddaje się obróbce termicznej, podgrzewając je na kilka minut do temperatury około 360 °C.
Dla uzyskania pożądanej rezystancji, w niektórych technologiach, warstwę rezystywną nacina się śrubowo, laserem (jeśli naniesiona jest na wałek ceramiczny) lub koryguje się wymiary rezystora.

## Właściwości
Własności rezystorów cienkowarstwowych zależą od stosowanego materiału oporowego oraz technologii ich uzyskiwania. W porównaniu do innych typów oporników charakteryzuje je:
- niski koszt produkcji,
- możliwość wyprodukowania oporników o rezystancji z dużego zakresu 1 Ω - 1 MΩ,
- mała moc znamionowa, zazwyczaj od 0,125 W do 5 W,
- małe gabaryty, duże częstotliwości pracy (do 1Ghz),
- duży poziom szumów własnych.